# Ornithodoros tholozani
Ornithodoros tholozani är en fästingart som beskrevs av Joseph Alexandre Laboulbène och Mégnin 1882. Ornithodoros tholozani ingår i släktet Ornithodoros och familjen mjuka fästingar.
Artens utbredningsområde är Israel. Inga underarter finns listade i Catalogue of Life.